# هلبة الكبريت
هلبة الكبريت (الاسم العلمي: Thiothrix) هي جنس من البكتيريا تتبع فصيلة هلبات الكبريت من رتبة هلبيات الكبريت.